# Ji Wallace
Ji Wallace (n. 23 iunie 1977, Lismore⁠(d), Noul Wales de Sud, Australia) este un actor de circ ce a reprezentat Australia, medaliat olimpic. A participat la o ediție a Jocurilor Olimpice (2000) în care a câștigat o medalie de argint.